# Panzermuseum Thun
Das Panzermuseum Thun ist ein Museum in Thun im Schweizer Kanton Bern.

## Beschreibung
Am Ende des Zweiten Weltkrieges gab es eine Strömung unter den Militärfachleuten der heutigen Eidgenössischen Konstruktionswerkstätte, die auf eine Eigenproduktion eines Panzer für die Schweizer Armee hinarbeiteten. Aus diesem Grunde wurden die ersten und ältesten Ausstellungsstücke, teilweise mit Hilfe französischer Streitkräfte, von den Schlachtfeldern des Zweiten Weltkrieges zur Begutachtung für die Fachleute nach Thun herangeschafft.
Später kamen dann immer weitere Folgeprodukte und Neuentwicklungen namhafter Panzerhersteller der Welt hinzu. 
Einige Ausstellungsstücke standen unter freiem Himmel auf dem Waffenplatz Thun und konnten während der Bürozeiten des Vereins Schweizer Armeemuseum innerhalb der Dufour-Kaserne, Eingang Militärstrasse besichtigt werden. Da die über vierzig Exponate teilweise schon eine längere Zeit unter freiem Himmel standen, war ein grosser Teil von ihnen in ihrer Fahr- und Funktionsfähigkeit eingeschränkt.
Von diesen Panzern der Freilichtausstellung gingen darum im Jahr 2024 die Schweizer Exemplare nach Burgdorf, die Ausländer ins Schweizerische Militärmuseum Full-Reuenthal. Nach dem Abtransport der ersten Panzer 2024 war der Terminplan noch unklar. Die verbliebenen Fahrzeuge konnten noch besichtigt werden.
Die „Indoor“-Lehrsammlung der Schweizer Armee bleibt in Thun.
Sie kann auf Anmeldung besichtigt werden, dazu kommen die Schaulager der Stiftung Historisches Material der Schweizer Armee, welche geführt besichtigt werden können.

## Exponate
Zu sehen sind auf dem Ausstellungsgelände unter anderem folgende Exponate:
| Bezeichnung                 | Typ – Herstellungsjahr – Beschaffung | Merkmale                                                                       | Bild                                      |
| --------------------------- | --- | ------------------------------------------------------------------------------ | ----------------------------------------- |
| Vickers-Carden-Loyd         | Leichter Kampfwagen (GB), Herstellung 1934, beschafft wurden für die Schweizer Armee 6 Stück (2 1934, 4 1935) | 2 Mann, 1 × 7,5-mm-MG, 3,8 Tonnen                                              | Vickers-Carden-Loyd Light Tank Model 1935 |
| Renault FT                  | Leichter Kampfwagen (F), Herstellung ab 1917, beschafft wurden 5 Stück (2 1921, 3 1939) | 2 Mann, 1 × 3,7-cm-Kanone, 6,7 Tonnen                                          | Renault FT-17                             |
| Panzer 68                   | Panzer 68/88, Schweizer Kampfpanzer (CH), Herstellung 1988–1993, 195 Stück | 4 Mann, 1 × 10,5-cm-Kanone, 2 × 7,5-mm-MG, 41 Tonnen                           | Panzer 68/88 Schweizer Kampfpanzer (CH)   |
| Panzer 57 (Centurion)       | Centurion Kampfpanzer (GB), Beschaffung 1958–1960, 100 Stück beschafft | 4 Mann 1 × 10,5-cm-Kanone, 2 × 7,5-mm-MG, 50 Tonnen                            | Centurion Kampfpanzer (GB)                |
| Entpannungspanzer 65        | Prototyp Sonderpanzer auf Chassis Pz 61 (CH), ein Exemplar beschafft | 4 Mann, 40 Tonnen                                                              | Entpannungspanzer 65                      |
| M48 (Kampfpanzer) Patton    | Kampfpanzer (USA), Herstellungsjahr 1954, Tauschobjekt | 4 Mann, 1 × 9-cm-Kanone, 1 × 7,62-mm-MG, 1 × 12-mm-MG, 45 Tonnen               | Kampfpanzer M48                           |
| Nahkampfkanone 1            | Selbstfahrgeschütz (CH), Herstellungsjahr 1943, Prototyp auf verlängertem Chassis Pz 39 | 5 Mann                                                                         | Nahkampfkanone 1                          |
| 7,5-cm-Kanone               | später 10,5-cm-Haubitze 42 | 10 Tonnen                                                                      |                                           |
| Nahkampfkanone 2 Gustav     | Sturmgeschütz (CH), Herstellungsjahr 1942–1945, Prototyp in vier Versionen, keine Serienfertigung | 5 Mann, 7,5-cm-Panzerabwehrkanone, 24 Tonnen                                   | Nahkampfkanone II                         |
| Panzerwagen 39 (Praga)      | Leichter Kampfwagen (CSR/CH), Herstellungsjahr 1938–1939, 24 Stück beschafft | 3 Mann, 24-mm-Kanone 38, 2 × 7,5-mm-MG, 8 Tonnen                               | Panzerwagen 39 'PRAGA'                    |
| Universal Carrier T16       | Transportfahrzeug für Panzer-Grenadiere (GB), Herstellungsjahr 1944, 302 Stück gekauft, 1965 wieder verkauft | 2+6 Mann, 4,7 Tonnen                                                           | Universal-Carrier T16                     |
| Panzerjäger G13             | Selbstfahrgeschütz (CSR/D), Herstellungsjahr 1944–1949, 158 Stück gekauft | 1 × 7,5-cm-Panzerabwehrkanone 1940, 1 × 7,5-mm-MG, 4 Mann, 16 Tonnen           | Panzerjäger G13                           |
| Leichter Panzer 51          | Spähpanzer (F), Herstellungsjahr 1953–1957 | 200 Stück gekauft                                                              | Leichter Panzer 51                        |
| 7,5-cm-Panzerkanone 51      | 1 × 7,5-mm-MG, 3 Mann | 14,5 Tonnen                                                                    |                                           |
| Panzerhaubitze AMX 13       | Panzerartillerie (F), Herstellungsjahr 1956, 4 Stück für Truppenversuche gekauft |                                                                                |                                           |
| 10,5-cm-Haubitze L30        | 1 × 7,5-mm- oder 7,62-mm-MG, 5 Mann | 16,5 Tonnen                                                                    |                                           |
| Mittlerer Panzer 1958       | Kampfpanzer (CH), Herstellungsjahr 1958, 2 Prototypen, 10 Vorserienfahrzeuge | 1 × 8,4-cm-Panzerkanone 58, 1 × 20-mm-Kanone, 1 × 7,5-mm-MG, 4 Mann, 35 Tonnen | Panzer 58                                 |
| 35 mm Flab Panzer B22L      | Sonderpanzer (CH), Herstellungsjahr 1977/78, 2 Prototypen | 2 × 35-mm-Kanone Oerlikon KDA, 3 Mann, 46 Tonnen                               | 35 mm Flab Panzer B22L                    |
| 15 cm Schwere Haubitze 1942 | L28 Haubitze (CH), Herstellungsjahr 1942 | schussbereit 6,8 Tonnen                                                        |                                           |
| 76,2-mm-Panzerabwehrkanone  | Panzerabwehrkanone „Ratsch-Bumm“ (UdSSR), Herstellungsjahr 1938 Als Leihgabe an das Schweizerische Militärmuseum Full übergeben. \|\| 2 Tonnen \|\|                                                                                               |                                                                                |                                           |
| Jagdpanzer 38               | Panzerjäger (CSR/D), Herstellungsjahr 1944–1945, Geschenk aus F, Versuche in CH, Vorgänger des G13 Als Leihgabe an das Schweizerische Militärmuseum Full übergeben. \|\|1 × 7,5-cm-Panzerabwehrkanone 39 L48, 1 × Flab-MG, 4 Mann, 16 Tonnen \|\| |                                                                                |                                           |
| Jagdpanzer V Jagdpanther    | Panzerjäger (D), Herstellungsjahr 1943–1945, Geschenk aus F, Versuche in CH | 1 × 8,8-cm-Kanone L71, 1 × 7,92-mm-MG, 5 Mann, 46 Tonnen                       | Jagdpanther                               |
| Panzerkampfwagen V Panther  | Kampfpanzer (D), Herstellungsjahr 1943–1945, Geschenk aus F, Versuche in CH | 1 × 7,5-cm-Kanone L70, 3 × 7,92-mm-MG, 5 Mann, 44,8 Tonnen                     | Panzerkampfwagen V Panther Ausführung D   |
| M7 Priest                   | Selbstfahrgeschütz (USA), Herstellungsjahr ab 1942, Geschenk aus F, Versuche in CH | 1 × 10,5-cm-Haubitze, 1 × 12,7-mm-MG, 7 Mann, 24 Tonnen                        | M7 Priest                                 |
| Kampfpanzer M47 „Patton“    | Kampfpanzer (USA), Herstellungsjahr 1950, Kauf für Versuche in CH | 1 × 9-cm-Kanone L70, 2 × 7,62-mm-MG, 1 × 12,7-mm-MG, 5 Mann, 44 Tonnen         | M47                                       |
| Centurion Bridgelayer       | Brückenlegepanzer (GB), Herstellungsjahr 1961–1963, 2 Exponate gekauft für Versuche in der CH Chassis wie Pz 57 Centurion | 3 Mann, 50,8 Tonnen                                                            | Centurion Bridgelayer                     |
| Centurion Mark III          | Kampfpanzer (GB), Herstellungsjahr 1948–1952, Kauf in Kanada | 1 × 8,4-cm-Kanone, 2 × 7,6-mm-MG, 4 Mann, 50 Tonnen                            | Centurion Mark III                        |
| Leopard 2                   | Kampfpanzer (D) M+77101 als erster von 35 1987 aus Deutschland gelieferten Leopard 2, 345 Leopard 2 wurden bis 1993 in Thun gefertigt | 4 Mann, 120-mm-Glattrohrkanone 42 Schuss, 62 Tonnen                            | Leopard 2                                 |